# Hemsleyna longifolia
Hemsleyna longifolia là một loài thực vật có hoa trong họ Malpighiaceae. Loài này được (Mart.) Kuntze mô tả khoa học đầu tiên năm 1891.